# Сёдо (остров)
Сё́до (яп. 小豆島 Сё:до-сима) — остров во Внутреннем Японском море. В административном плане остров разделён на две муниципальные единицы, имеющие статус посёлка, Тоносё и Сёдосима. На остров Сёдосима приходится большая часть территории уезда Сёдзу префектуры Кагава.

## Туризм
Остров Сёдосима пользуется популярностью среди японских туристов. Популярной природной достопримечательностью острова является ущелье Канкакей (яп. 寒霞渓). Ущелье Канкакей входит в состав национального парка Сето-Найкай. В 1927 году ущелье было включено в список «Сто ландшафтов Японии». В ущелье действует канатная дорога.
В Японии остров прежде всего известен, как место, где разворачивается действие романа «Двенадцать пар глаз», автор которого, Сакаэ Цубои, сама была уроженкой острова. Роман был дважды экранизирован, в 1954 году (режиссёр Кэйсукэ Киноста) и в 1987 году (режиссёр Ёситака Асама). Декорации фильма 1987 года, фактически представляющие собой японскую деревню 1950-х годов, были сохранены после съёмок и используются как тематический парк «Эйга-мура» (яп. 二十四の瞳映画村, буквально — «кино-деревня»).
Также Сёдосима известна как место, где впервые в Японии начали выращивать оливки. На Сёдосиме есть оливковый сад, в котором расположена ветряная мельница, построенная в средиземноморском стиле.
С 2010 года Сёдосима является одной из четырнадцати локаций (двенадцать островов и два приморских города), где проводится международный фестиваль современного искусства Триеннале Сетоути.
В Японии Сёдосима также известна паломническим маршрутом вдоль восьмидесяти восьми святынь острова (яп. 小豆島八十八箇所), который является своего рода «миниатюрной версией» более известного паломничества вдоль восьмидесяти восьми святынь Сикоку.

## Галерея

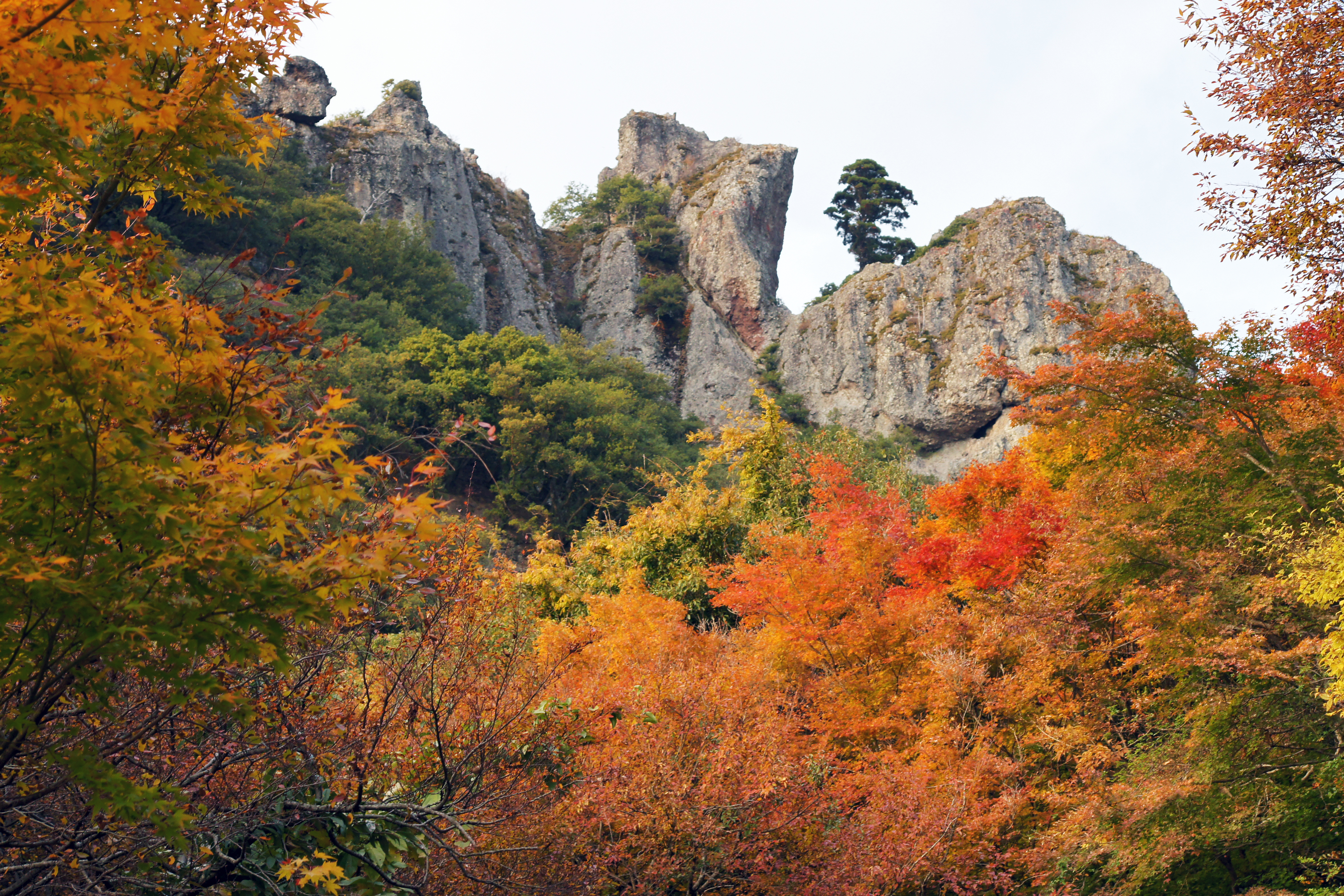
Ущелье Канкакей
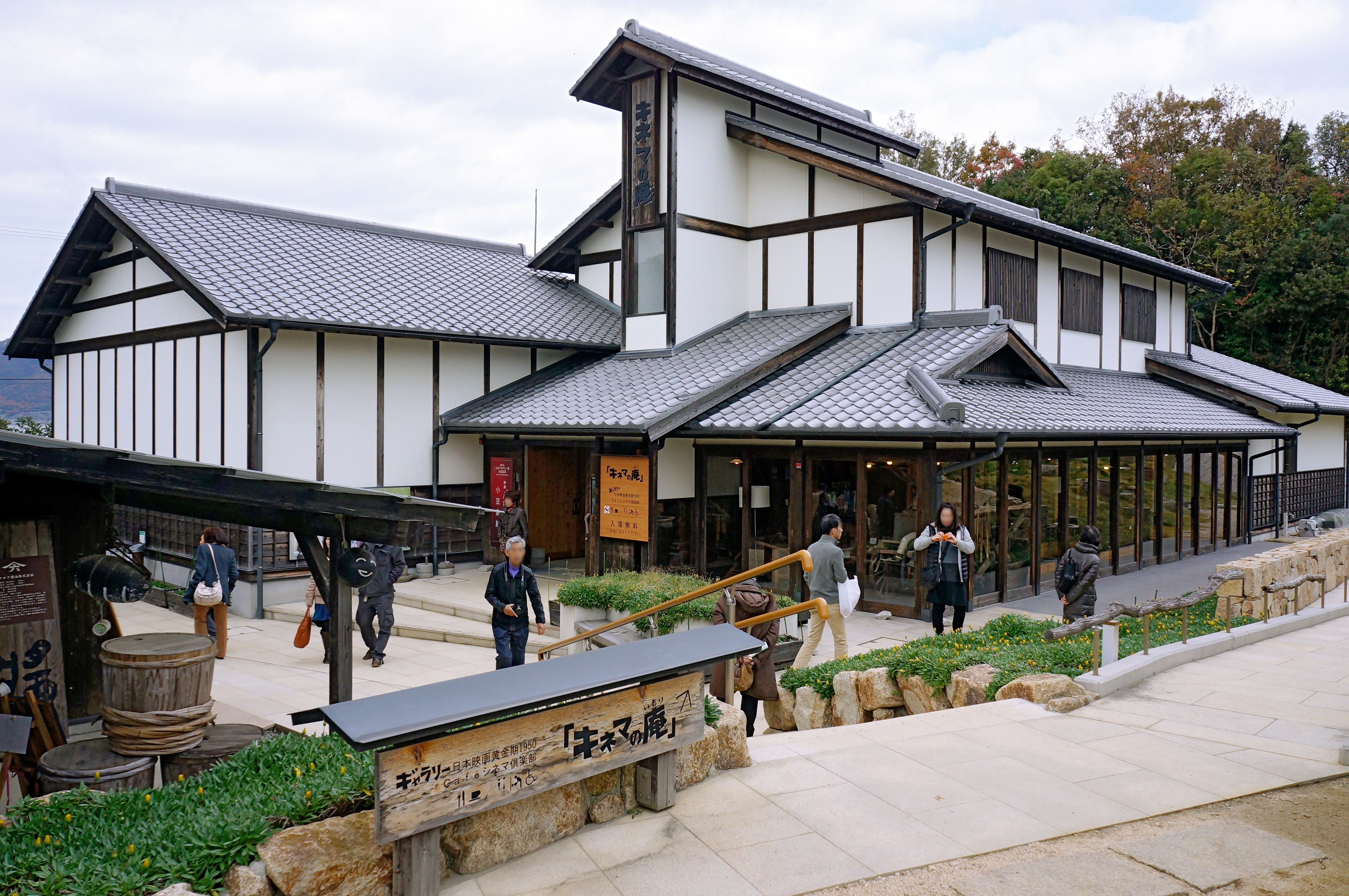
Тематический парк "Кино-деревня" (Эйга-Мура)
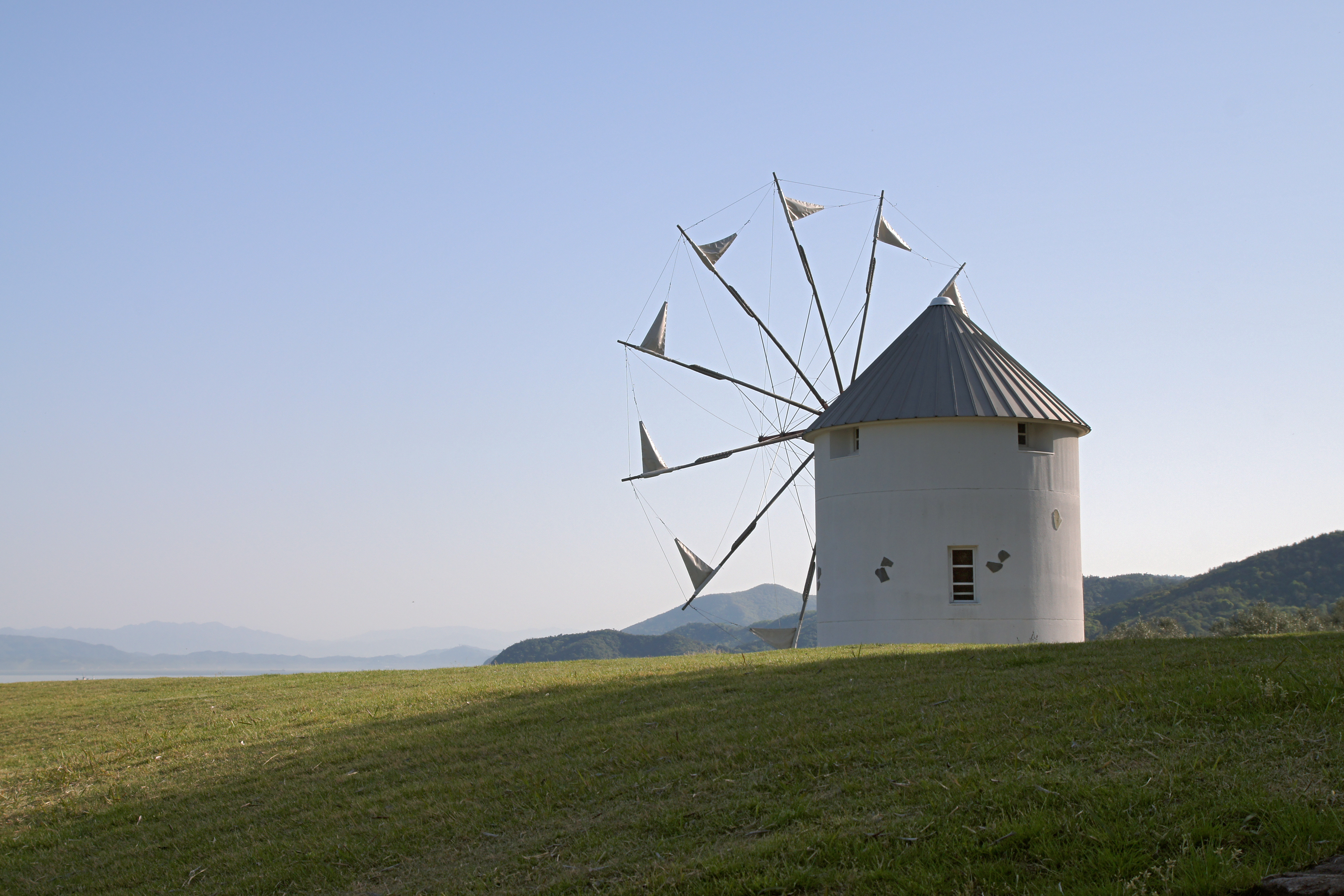
Ветряная мальница